# Elisa Salinas
Elisa Salinas Gómez es una productora mexicana de cine y televisión. Fue la primera productora de telenovelas que impulsó la naciente televisora mexicana TV Azteca en 1995, en conjunto con el productor y actor Juan David Burns, con quien estuvo casada y tuvo una hija, la también actriz Roberta Burns.
Tuvo a su cargo la dirección de Azteca Novelas (antes Azteca Digital) de 1995 a 2004, puesto que retomó en 2012.
En 2014, creó para la televisora del Ajusco el canal de TV de Paga Corazón (anteriormente con el nombre de Az Corazón), sustituyendo al canal Azteca Novelas. Su señal es llevada en México, Centro y Sudamérica por TV Azteca Internacional TV de Paga.

## Trayectoria

### Productora general
Telenovelas
- Tanto amor (2015)
- Caminos de Guanajuato (2015)
- Así en el barrio como en el cielo (2015)
- Siempre tuya Acapulco (2014)
- Corazón en condominio (2013/14)
- Secretos de familia (2013)
- Los Rey (2012/13)
- Quererte así (2012)
- A corazón abierto (2011/12)
- Mirada de mujer, el regreso (2003/04)
- Un nuevo amor (2003)
- La duda (2002/03)
- Súbete a mi moto (2002/03)
- Por ti (2002)
- El país de las mujeres (2002)
- Agua y aceite (2002)
- Lo que es el amor (2001)
- Cuando seas mía (2001/02)
- Como en el cine (2001/02)
- Amores, querer con alevosía (2001)
- Tío Alberto (2000/01)
- El amor no es como lo pintan (2000/01)
- Golpe bajo (2000/01)
- La calle de las novias (2000)
- Ellas, inocentes o culpables (2000)
- Besos prohibidos (1999)
- Háblame de amor (1999/00)
- El candidato (1999/00)
- Marea brava (1999)
- Catalina y Sebastián (1999)
- Romántica obsesión (1999)
- Yacaranday (1999)
- Tres veces Sofía (1998/99)
- Azul tequila (1998/99)
- La casa del naranjo (1998)
- Perla (1998/99)
- Señora (1998)
- La chacala (1997/98)
- Al norte del corazón (1997)
- Rivales por accidente (1997)

## Series
- Un día cualquiera (2016)
- Sin permiso de tus padres (2002)
- Uroboros (2001)
- Lo que callamos las mujeres (2000)